# Juan Clímaco
Juan de la Escalera (latín: Ioannus Climacus y griego: Ἰωάννης τῆς Κλίμακος) o San Juan Clímaco (Siria?, c. 575 - 30 de marzo de 649?) —también conocido como Juan el Escolástico y Juan el Sinaíta—, fue un monje cristiano ascético, anacoreta y maestro espiritual entre los siglos sexto y séptimo, abad del Monasterio de Santa Catalina del Monte Sinaí (Monasterio de la Transfiguración). Es considerado santo por las Iglesias Católica y Ortodoxa. Célebre por su escrito "Η Κλίμαξ Θείας ανόδου ('E clímax Theías anódu', en griego La escalera del divino ascenso), obra de carácter ascético y místico, ampliamente divulgada en latín como Scala Paradisi o Gradus ad Parnassum ("La escalera al Paraíso") de la cual derivaría su apodo (del griego Κλίμαξ, klimax, “escalera”).

## Reseña biográfica
Su biografía es parcialmente conocida pues los datos disponibles son escasos, principalmente provenientes de una reseña biográfica escrita por el monje Daniel del Monasterio de Raithu (El Tor), sede más próxima al Monasterio de la Transfiguración.
Hay que resaltar que no hay acuerdo sobre las fechas de su nacimiento y muerte, pues, aparte de las reseñadas arriba, otras fuentes dan como nacimiento c. 525 y como muerte c. 606.
Se cree que nació en Siria. Con una importante formación secular, se convirtió en novicio hacia los 16 años, siendo discípulo del abad Martyrius en el monte Sinaí por más de quince años. A la muerte de Martyrius, Clímaco se retira a vivir una vida solitaria y ascética en una gruta del propio monte Sinaí durante aproximadamente 40 años. A pesar de sus deseos de soledad, muchas veces fue consultado y enseñaba a otros monjes.

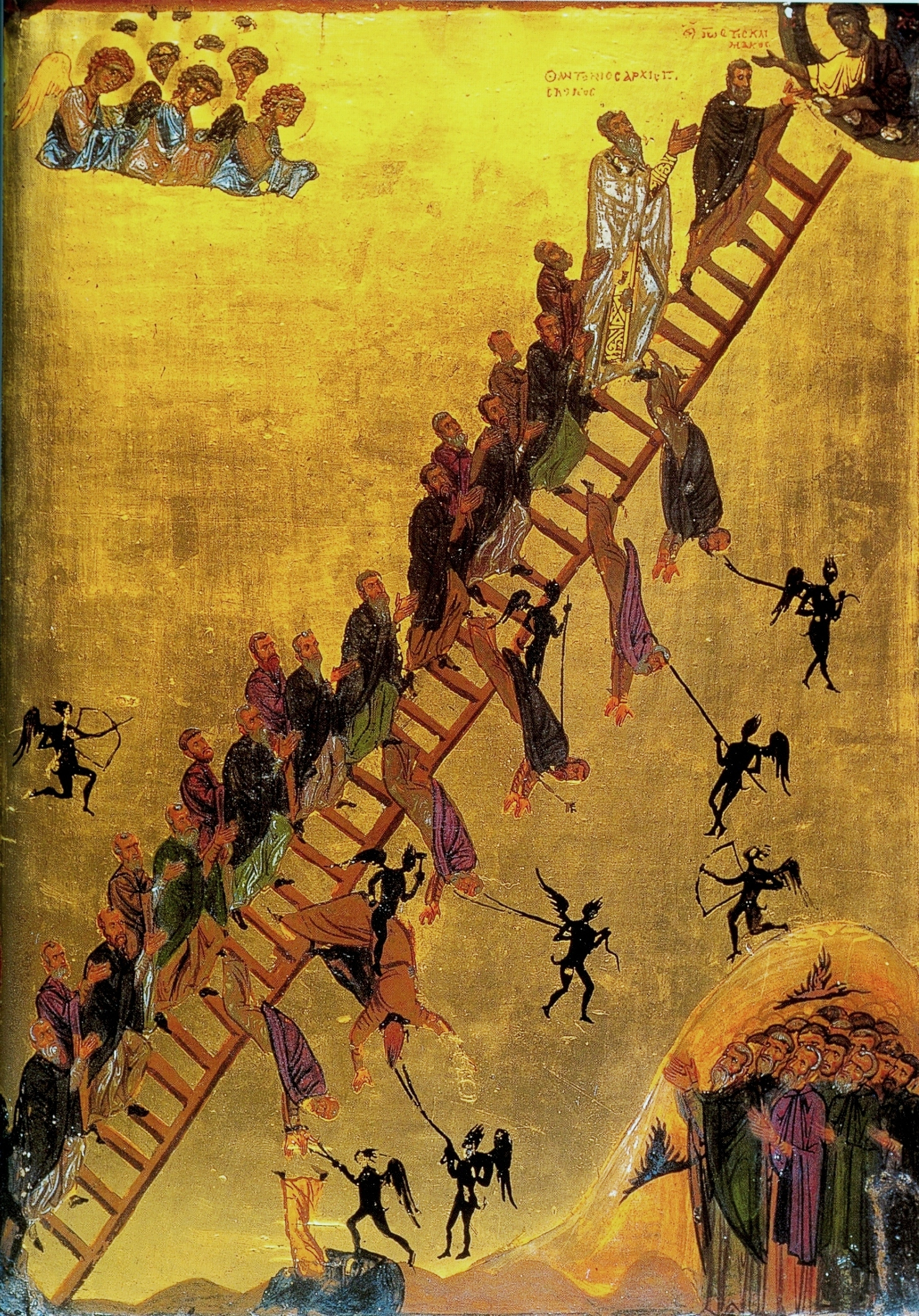
La Escalera del divino ascenso, Monasterio de Santa Catalina

Mientras tanto, esta tradición ha demostrado ser históricamente inverosímil. Las ingeniosas figuras retóricas en sus escritos, así como las formas filosóficas de pensamiento indican una sólida educación académica, como era habitual en una profesión de administración y derecho durante su época. Tal entrenamiento no se pudo adquirir en el Sinaí. Además, las observaciones biográficas indican que probablemente vivió junto al mar, probablemente en Gaza, y aparentemente ejerció la abogacía allí. Solo después de la muerte de su esposa, cuando tenía poco más de cuarenta años, ingresó al monasterio del Sinaí. Estos hallazgos también explican el horizonte y la calidad literaria de sus escritos, que tienen un trasfondo filosófico claro. La leyenda de su renuncia al mundo a la edad de 16 años se basa, por lo tanto, en el motivo de retratarlo como no afectado por la educación secular, como se puede encontrar en otras biografías de santos. Sus raíces en las tradiciones educativas teológicas y filosóficas son deliberadamente borrosas.
Ya a una edad mayor, por petición de los monjes, Clímaco accedió a ser abad del Monasterio de Santa Catalina. Allí redactó su Scala y otros textos. Poco tiempo antes de su muerte, dejó la abadía en manos de su hermano Jorge y volvió a la vida solitaria a esperar su muerte.

La observación de Wilhelm Bousset de que la antigua iglesia no continúa las antiguas religiones del Mediterráneo (véase también el helenismo, la antigüedad tardía), sino la filosofía de los griegos, está totalmente confirmada por San Juan de la Escalera:
"„παρὰ ἀνθρώποις οὐκ ἔστι, φησὶν, οὐκ ἔστι τὴν ἐνστῶσαν ἡμέραν εὐσεϐῶς διεξιέναι, εἰ μὴ αὐτὴν ἐσχάτην παντὸς τοῦ βὶου λογισώμεθα. Καὶ θαῦμα ὄντως πῶς καὶ Ἕλληνές τι τοιοῦτον ἐφθέγξαντο, ἐπεὶ καὶ φιλοσοφίαν τοῦτο εἶναι ὁρίζονται, μελέτην θανάτου.“ – ‚Fieri non potest, inquit nonnemo, non potest fieri inter mortales, ut praesentem diem satis pie religioseque transigamus, nisi illum ipsum diem totius vitae supremum ultimumque existimemus. Et sane permirum est, quomodo et pagani scriptores aliquid id genus pronuntiarint, qui studium sapientae nihil aliud esse dixerunt quam meditationem mortis.‘
Alguien dijo que no es posible vivir con rectitud hasta el día de hoy, a menos que se crea que es la última de nuestras vidas. Y es notable que los griegos también afirmaran algo como esto. Definieron la filosofía como contemplar la muerte."

## Véase también

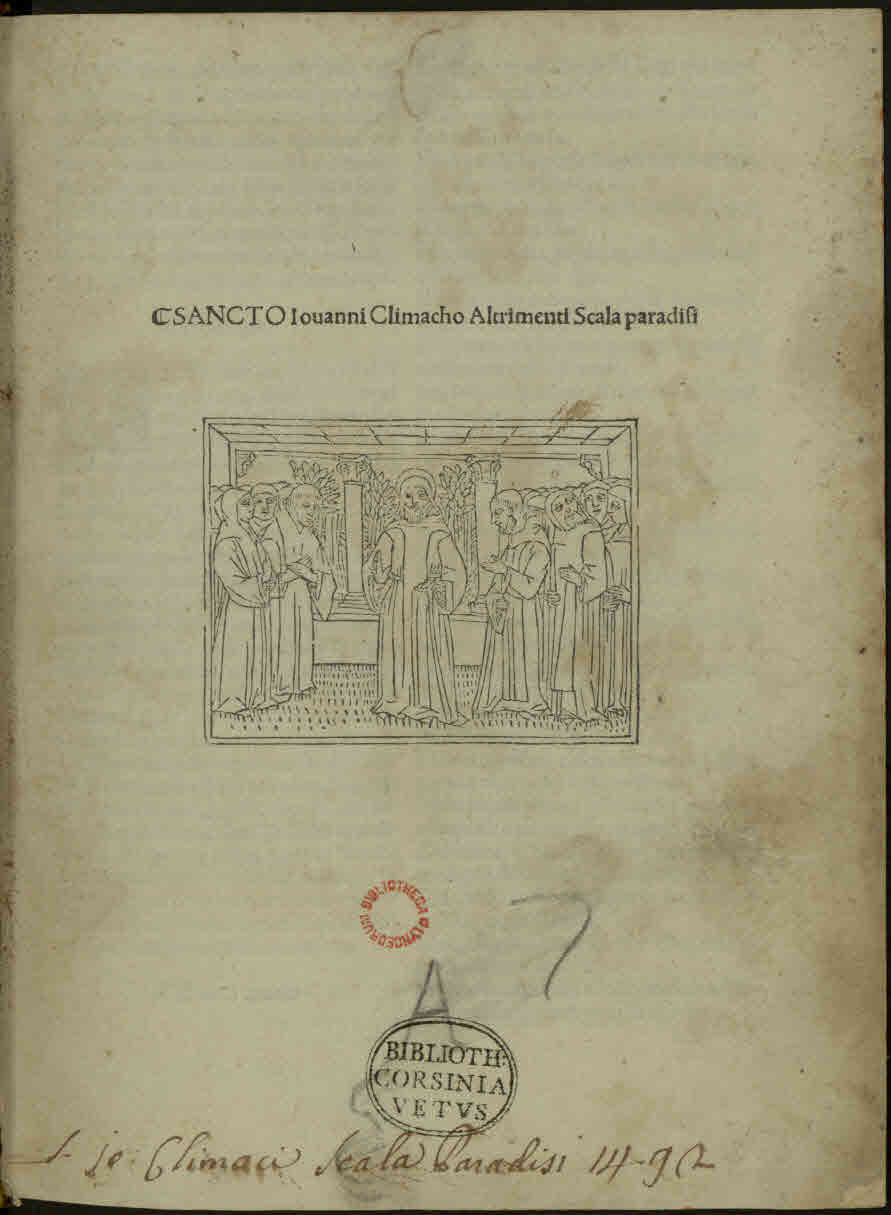
Scala paradisi, 1492